# Негрова (ландшафтний заказник)

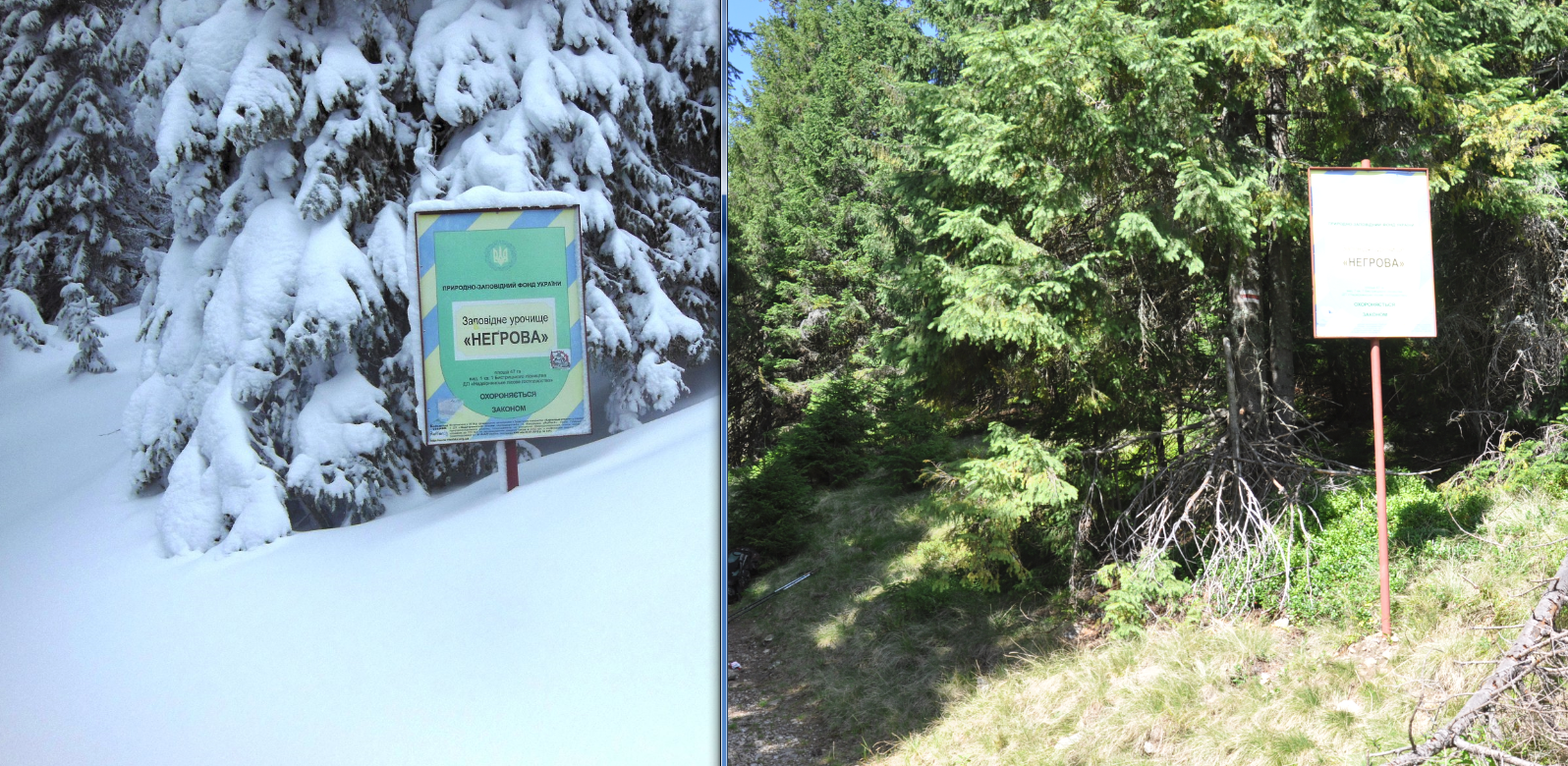
Кількість снігу станом на 29.02.2020 р

Нéгрова — ландшафтний заказник місцевого значення в Україні. Розташований на північний захід від села Бистриці Надвірнянського району Івано-Франківської області, на південному схилі однойменної гори. 
Площа 47 га. До 2008 року існував у статусі заповідного урочища. Перебуває у віданні ДП «Надвірнянське лісове господарство» (Бистрицьке л-во, кв. 1, вид. 1). 
Створений для збереження субальпійських угруповань сосни гірської віком 150 років на кам'янистих розсипах на висоті 1550 м. 
2014 року в рамках проєкту фундації Раффорд громадська організація «Карпатські стежки» встановила інформаційно-охоронний знак (аншлаг).